# Melanis marathon
Melanis marathon is een vlindersoort uit de familie van de prachtvlinders (Riodinidae), onderfamilie Riodininae.
Melanis marathon werd in 1865 beschreven door C. & R. Felder.